# Coque Malla
Jorge Malla Valle (Madrid, 22 de octubre de 1969), conocido como Coque Malla, es un músico y actor español. Fue líder del grupo de rock Los Ronaldos entre 1987 y 1998. Desde entonces trabaja en solitario.

## Biografía
Hijo del actor Gerardo Malla y de la actriz Amparo Valle, nació en Madrid en 1969. A los 15 años, junto con Ricardo Moreno, Luis García y Luis Martín formó el grupo de rock Los Ronaldos, del que fue su voz, guitarra y líder. 

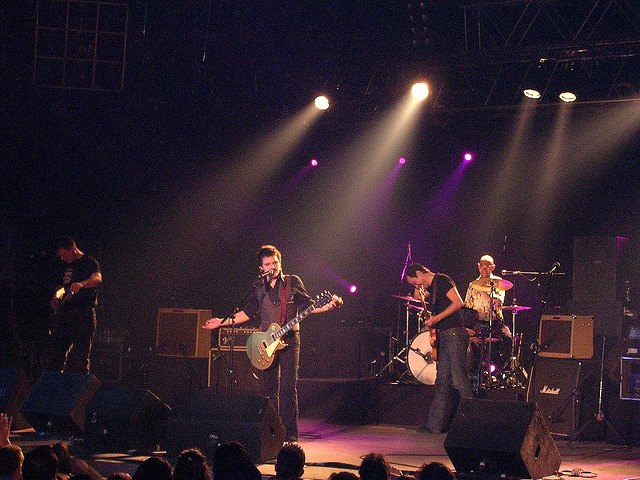
Coque Malla, cantante de Los Ronaldos (2005)

Con Los Ronaldos grabó cinco discos: Los Ronaldos, Saca la lengua, Sabor salado, 0 e Idiota. Consiguieron grandes éxitos con canciones como «Adiós papá», «Quiero más», «Qué vamos a hacer», «Por las noches», etc. La fama les llevó a hacer giras por España, Chile e incluso Cuba. El grupo se disolvió en 1998.
A partir de entonces se dedicó a su carrera en solitario y a su faceta de actor.
En 1995 colaboró en el éxito de Los Rodríguez, Mucho mejor del disco Palabras más, palabras menos. En 2004 asumió la dirección musical del espectáculo El otro lado de la cama, que le valió una nominación a los Premios Max. En 2006 colaboró con el grupo musical Pereza, en el disco Los amigos de los animales, en el tema «Algo para cantar». En 2007 colaboró con Ariel Rot, en el disco Dúos, tríos y otras perversiones, en el tema «El tiempo lo dirá».
En 2007 volvió a reunirse la formación original de Los Ronaldos con motivo del lanzamiento de un nuevo EP titulado 4 canciones, que contenía otros tantos temas inéditos entre los cuales se encuentra «No puedo vivir sin ti». La banda presentó los nuevos temas y sacó brillo a los pasados durante una gira ese verano de la que salió, en 2008, un nuevo disco en directo: La bola extra. Tras el lanzamiento del mismo la banda volvió a disolverse y cada uno de los miembros, Malla incluido, continuó su camino por separado.
En 2010 cedió la canción «No puedo vivir sin ti» para una campaña publicitaria de la marca IKEA, la cual provocó un éxito que impulsó a su discográfica a lanzar un sencillo y un EP bajo el mismo título, el primero con dos canciones y el segundo con cinco. Existen, por tanto, dos versiones de la canción, una de ellas una versión eléctrica tocada con su banda (Los Ronaldos) y otra de él solo con guitarra acústica.
En 2013 presentó su proyecto Mujeres, un CD+DVD en el que repasa su carrera junto a voces femeninas. Leonor Watling, Jeanette, Ángela Molina o su propia madre, Amparo Valle, entre otras, arropan a Malla durante 10 de los 11 temas del trabajo.
En 2015 lanzó en edición limitada Canta a Rubén Blades, una grabación realizada en el Café Central de Madrid en junio del año 2012 en la que recrea temas de Rubén Blades.
En 2016, BMW lanzó el anuncio de su coche serie 1 utilizando la canción «La hora de los gigantes».
En 2018 grabó «Este es el momento», canción principal de la banda sonora original de la película Campeones, de Javier Fesser. Por este tema, el 2 de febrero del 2019 ganó su primer Premio Goya. Anteriormente fue candidato a mejor actor revelación en 1995 gracias a la película Todo es mentira.
El 8 de enero de 2022, Coque Malla fue uno de los cantantes participantes en el concierto solidario Más fuertes que el volcán, el cual fue organizado por Radio Televisión Española con el fin de recaudar fondos para los damnificados por la erupción volcánica de La Palma de 2021.

## Discografía en solitario
- Soy un astronauta más (1999)
- Sueños (2004)
- La hora de los gigantes (2009)
- La hora de los gigantes - Edición especial (2010)
- Termonuclear (2011)
- Termonuclear en casa de Coque Malla (2011)
- Mujeres (2013): Es una retrospectiva de la trayectoria musical del artista en solitario e incluye versiones a dúo de alguna de sus mejores canciones, en las que reflexiona sobre sus relaciones con las mujeres. Grabó este trabajo junto a diez artistas femeninas entre las que se encuentran Leonor Watling, Ángela Molina, Anni B Sweet, Jeanette y Alondra Bentley, entre otras.
- Canta a Rubén Blades (2015)
- El último hombre en la Tierra (2016)
- Irrepetible (2018)[7]
- ¿Revolución? (2019)
- El Astronauta Gigante (2021)
- Jorge, una travesía de Coque Malla (2023)
- Aunque estemos muertos (2023)

## Filmografía
| Año  | Título                                | Personaje               | Dirección                                              |
| ---- | ------------------------------------- | ----------------------- | ------------------------------------------------------ |
| 2024 | Buscando a Coque                      | Coque                   | Teresa Belllón, César F.Calvillo                       |
| 2022 | En temporada baja                     | Raúl                    | David Marqués                                          |
| 2020 | Madrid, int.                          |                         | Juan Cavestany                                         |
| 2019 | Mi hermano Juan (cortometraje)        | Oficial de policía      | Cristina Martín Barcelona, María José Martín Barcelona |
| 2015 | Bite                                  | Obrero                  | Alberto Sciamma                                        |
| 2013 | Gente en sitios                       |                         | Juan Cavestany                                         |
| 2008 | Íntimos y extraños. 3 historias y 1/2 | Roberto                 | Rubén Alonso                                           |
| 2005 | Schubert                              | Otro                    | Jorge Castillo                                         |
| 2003 | Sex                                   | Dioneo                  | Antonio Dyaz                                           |
| 1998 | Nada en la nevera                     | Número uno / José María | Álvaro Fernández Armero                                |
| 1996 | La leyenda de Balthasar el Castrado   |                         | Juan Miñón                                             |
| 1995 | El efecto mariposa                    | Luis                    | Fernando Colomo                                        |
| 1994 | Todo es mentira                       | Pablo                   | Álvaro Fernández Armero                                |
| 1993 | ¡Dispara!                             | Mario Rodríguez Benegas | Carlos Saura                                           |
| 1993 | Madregilda                            | Soldado de Cangas       | Francisco Regueiro                                     |
| 1993 | El columpio (cortometraje)            | El chico                | Álvaro Fernández Armero                                |

## Premios y nominaciones
Premios Goya
| Año  | Categoría              | Nominado por                     | Resultado |
| ---- | ---------------------- | -------------------------------- | --------- |
| 1995 | Mejor actor revelación | Todo es mentira                  | Nominado  |
| 2019 | Mejor canción original | «Este es el momento» (Campeones) | Ganador   |

Premios PromaxBDA
| Año  | Categoría                              |               | Resultado |
| ---- | -------------------------------------- | ------------- | --------- |
| 2015 | Mejor uso Composición Musical original | At the movies | Ganador   |

Premios Ondas
| Año  | Categoría                 | Resultado |
| ---- | ------------------------- | --------- |
| 2023 | Mejor trayectoria musical | Ganador   |

## Libros
- Coque Malla, sueños, gigantes y astronautas (Efe Eme, 2020), de Arantxa Moreno

## Documentales
- Mujeres, de Coque Malla (2018), dirigido por Gonzalo Visedo
- Jorge. Una travesía de Coque Malla (2023), producido por Lasdelcine.